# Codajás
Codajás, amtlich portugiesisch Município de Codajás, ist eine brasilianische Gemeinde im Bundesstaat Amazonas. Die Bevölkerungszahl wurde 2024 auf 23.549 Einwohner geschätzt, die Codajasenser (codajasenses) genannt werden und auf einem großen Gemeindegebiet von rund 18.701 km² leben, in der Größe vergleichbar etwa mit dem Freistaat Sachsen. Wirtschaftlicher Faktor ist die Açaí-Palme (Euterpe oleracea).

## Geografie
Die Stadt liegt 297 km von der Hauptstadt des Bundesstaates (Manaus) entfernt.
Nachbargemeinden sind Coari, Caapiranga, Barcelos, Maraã, Anamã und Anori. Sie liegt linksseitig des Rio Solimões, westlich und nordwestlich liegen die Flussinseln Ilha de Codajás und Ilha dos Corós.
Die Stadt hat tropisch feuchtheißes Klima, Am und Af nach der Klimaklassifikation nach Köppen und Geiger. Die Durchschnittstemperatur ist 26,7 °C. Die durchschnittliche Niederschlagsmenge liegt bei 2654 mm im Jahr.